# Alectoris graeca
La perdiz griega (Alectoris graeca) es una especie de ave galliforme de la familia Phasianidae que vive en zonas semiáridas y rocosas de los Balcanes, Alpes, península itálica y Sicilia.

## Características
Mide unos 33 cm de longitud. Muy similar a la perdiz roja (Alectoris rufa), esta perdiz se diferencia por el plumaje más grisáceo del dorso y un amplio ribete negro en el cuello.

## Subespecies
Se reconocen tres subespecies  (McGowan 1994), que difieren ligeramente en la coloración y genéticamente según estudios moleculares (Randi 2006; ver abajo para detalles):
- Alectoris graeca graeca (Meisner, 1804) - Perdiz griega oriental. Distribuida desde el este de Bosnia a Grecia y Bulgaria y los Apeninos.
- Alectoris graeca saxatilis (Bechstein, 1805) - Perdiz griega central. Ocupa desde el sur de los Alpes al oeste de Bosnia.
- Alectoris graeca whitakeri Schiebel, 1934 - Perdiz griega de Sicilia. Restringida a Sicilia.

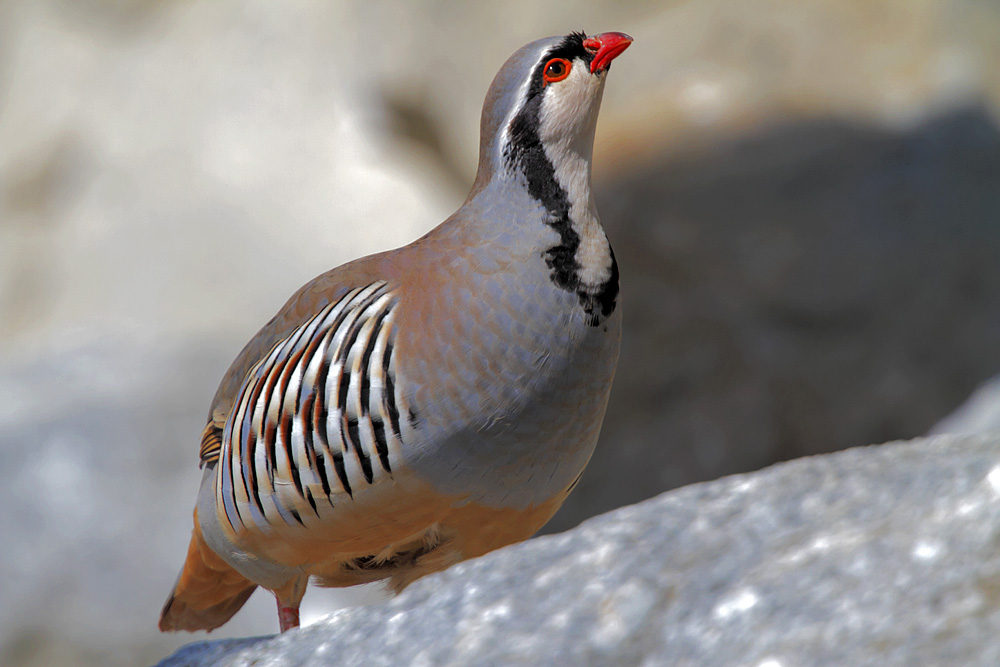

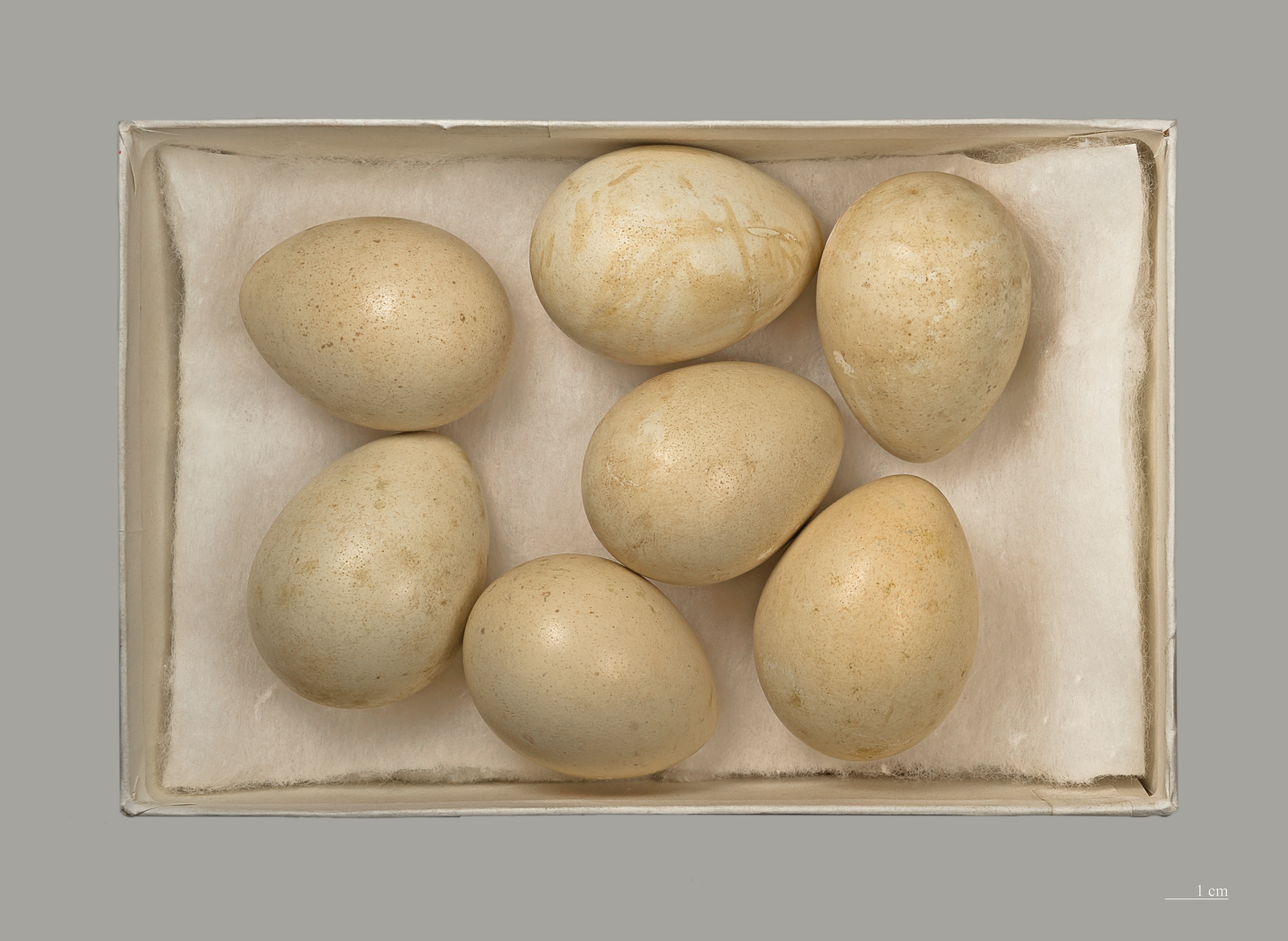
Huevos de Alectoris graeca graeca

Las propuestas subespecies de los Apeninos, Alectoris graeca orlandoi Priolo, 1984, es de incierta validez. Usualmente se incluían en saxatilis, pero aparentemente más derivas de la de Albania A. g. graeca. Estas probablemente cruzadas por el Adriático vía un puente de tierra durante la última era glacial, para seguir aislada solamente con los niveles del mar alcanzados al comienzo del Holoceno c. 12 000-10 000 años atrás, con aves alpinas mucho menos contribuyendo a la población de los Apeninos. (Randi 2006)
Las aves de los Apeninos no son reconocibles consistentemente por la morfología externa, y solo débilmente diferenciadas por el ADN mitocondrial D-loop y la secuencia de ADN en la región de control hipervariable, y los genotipos microsatélites. Como no constituyen una subpoblación discreta evolucionando hacia estatus de subespecies, susu números poblacionales deberían monitorearse. (Randi 2006)
Además, hubo una paleosubespecie, Alectoris graeca martelensis, solo conocida por fósiles.